# Anne Meygret
Anne Meygret, född den 15 februari 1965 i Nice, Frankrike, är en fransk före detta fäktare som tog OS-brons i damernas lagtävling i florett i samband med de olympiska fäktningstävlingarna 1984 i Los Angeles.